# Bol'shoe Dolinnoe
Bol'shoe Dolinnoe är en sjö i Antarktis. Den ligger i Östantarktis. Australien gör anspråk på området. Bol'shoe Dolinnoe ligger 192 meter över havet.